# Maestro Pinocchio
Juvenil José de Lacerda (Douradoquara, 5 de dezembro de 1956), mais conhecido como Maestro Pinocchio, é um cantor, compositor, produtor musical e instrumentista brasileiro de música sertaneja conhecido por seus trabalhos como produtor e acordeonista para várias duplas do gênero.

## História
Aos 13 anos, ganhou a primeira sanfona e descobriu a verdadeira vocação. Pinocchio começou carreira como sanfoneiro na dupla Nilo e Nalo. Após ganharem um festival, foram para Anápolis tocar em rádio, televisão, auditórios e festas.
Depois formou o trio Alberto, Albano e Nilo Lacerda e participou de shows com André & Andrade e Irmãs Freitas. Nesta época conheceu Zezé Di Camargo, Leandro & Leonardo, e Matogrosso & Mathias, que o convidaram para morar em São Paulo.
Segundo o próprio, Nilo foi apelidado de Pinocchio porque seus companheiros esqueceram seu nome e não gostou de ser apresentado com esse nome.
Pinnochio estudou música e trabalhou por cinco anos em estúdios, até começar sua fase como arranjador.

## Carreira
Sua primeira composição de sucesso nacional foi "Olha Amor", gravada primeiramente pela dupla Beto & Braga em 1991, depois regravada por Gian & Giovani no ano seguinte, que ganhou popularidade.
Além de Gian & Giovani, Pinocchio foi responsável por produções e composições da dupla João Paulo & Daniel, como "Te Cuida Coração" e "Tá Faltando Amor". Rionegro & Solimões também fizeram parte da história do Maestro. Pinocchio produziu e foi responsável pela composição e por arranjos de canções que marcaram a história da música sertaneja e viraram hits nos anos 90 como "Frio da Madrugada", "A Gente Se Entrega", "De São Paulo à Belém" e "Peão Apaixonado".
Em 2015, assinou a produção do seu próprio DVD em comemoração aos 40 anos de carreira, intitulado Meus Amigos e Minhas Musicas gravado ao vivo em Goiânia em maio deste ano. O projeto conta com participações especiais que fizeram parte da carreira do Maestro como Matogrosso & Mathias, Jorge & Mateus, Eduardo Costa, César Menotti & Fabiano, Daniel, Rionegro & Solimões, entre outros.

## Principais composições
| Ano  | Artista                 | Título                                     |
| ---- | ----------------------- | ------------------------------------------ |
| 1992 | Gian & Giovani          | Olha Amor                                  |
| 1992 | João Paulo & Daniel     | Tá Faltando Amor                           |
| 1993 | João Paulo & Daniel     | Te Cuida Coração                           |
| 1997 | Rionegro & Solimões     | Peão Apaixonado                            |
| 1998 | Rionegro & Solimões     | A Gente Se Entrega                         |
| 1998 | Rionegro & Solimões     | Frio da Madrugada                          |
| 1998 | Rionegro & Solimões     | De São Paulo a Belém                       |
| 1999 | Emílio & Eduardo        | Você Virou Saudade                         |
| 2002 | Gian & Giovani          | Taça de Pranto                             |
| 2003 | Matogrosso & Mathias    | Mistério                                   |
| 2003 | Eduardo Costa           | Acabou o Amor                              |
| 2003 | Eduardo Costa           | Eu Quero Esse Amor                         |
| 2004 | Eduardo Costa           | Quando o Amor é Pra Valer                  |
| 2005 | Eduardo Costa           | Me Apaixonei (A Primeira Vez que Eu te Vi) |
| 2005 | César Menotti & Fabiano | Aqui Não                                   |
| 2005 | César Menotti & Fabiano | Paixão Mineira                             |
| 2005 | César Menotti & Fabiano | Bão Tamém                                  |
| 2005 | Gino & Geno             | Bebo Pa Carai                              |
| 2007 | César Menotti & Fabiano | Do Lado Esquerdo                           |

## Discografia
- Meus Amigos, Minhas Músicas (2016)

### Álbuns produzidos por Pinocchio
- Gian & Giovani: Gian & Giovani (1988), Gian & Giovani (1995), Gian & Giovani (1996), Dois Corações (2000), Gian & Giovani (2002), Acústico Ao Vivo (2004)
- Jorge & Mateus: Ao Vivo em Goiânia (2007), O Mundo é Tão Pequeno (2009), Ao Vivo Sem Cortes (2010)
- Eduardo Costa: Acústico (2004), Pele, Alma e Coração (2005)
- César Menotti & Fabiano: César Menotti & Fabiano (2004), Palavras de Amor — Ao Vivo (2005), .com_você (2007), Voz do Coração - Ao Vivo (2008)
- Rionegro & Solimões: Rionegro & Solimões (1991), Rionegro & Solimões (1993), Rionegro & Solimões (1995)
- Gusttavo Lima: Inventor dos Amores (2010), Gusttavo Lima e Você (2011), Buteco do Gusttavo Lima (2015)